# Simulium buisseti
Simulium buisseti är en tvåvingeart som beskrevs av Alex Fain och Elsen 1980. Simulium buisseti ingår i släktet Simulium och familjen knott.
Artens utbredningsområde är Kongo. Inga underarter finns listade i Catalogue of Life.